# Тённесен, Кент Робин
Кент Робин Тённесен (норв. Kent Robin Tønnesen; род. 5 июня 1991 года, Партилле) — норвежский гандболист, правый полусредний венгерского клуба «Пари Сен-Жермен» и сборной Норвегии. Серебряный призёр чемпионата мира 2017 года.

## Карьера

#### Клубная
Кент Робин Тённесен начинал профессиональную карьеру в ГК Хаслум. В 2012 году Тённесен переходит в шведский Сэвехоф. В 2013 году Кент Робин Тённесен переходит в немецкий клуб ГК Ветцлар. В 2015 году Тённесен заключил двухлетний контракт с Фюксе Берлин.

#### В сборной
Кент Робин Тённесен выступает за сборную Норвегии. За сборную Норвегии Кент Робин Тённесен сыграл 79 матча и забил 187 гола.

## Награды
- Серебряный призёр чемпионата Мира: 2017

## Статистика
| Сезон        | Клуб         | Лига       | Матчи | Голы | 7-метр | Голы |
| ------------ | ------------ | ---------- | ----- | ---- | ------ | ---- |
| 2013/14      | ХСГ Вецлар   | Бундеслига | 34    | 138  | 22     | 116  |
| 2014/15      | ХСГ Вецлар   | Бундеслига | 28    | 135  | 8      | 127  |
| 2015/16      | Фюксе Берлин | Бундеслига | 28    | 60   | 0      | 60   |
| 2016/17      | Фюксе Берлин | Бундеслига | 23    | 58   | 0      | 58   |
| 2013–по н.в. | Итого        | Бундеслига | 113   | 391  | 30     | 361  |